# 27150 Annasante
27150 Annasante è un asteroide della fascia principale. Scoperto nel 1998, presenta un'orbita caratterizzata da un semiasse maggiore pari a 2,8053318 UA e da un'eccentricità di 0,1101063, inclinata di 14,18883° rispetto all'eclittica.